# タラノキ属
タラノキ属（タラノキぞく、学名：Aralia、和名漢字表記：楤の木属）はウコギ科の属の一つ。

## 特徴
落葉低木または多年草。葉は互生し、葉柄の基部はふくらんで茎を抱き、1-3回羽状複葉で、小葉は縁に鋸歯がある。花序は散形花序で、総状または円錐状に伸び、多数の花をつける。花序には、両性花と雄花がある。花弁は5個で、つぼみ時に瓦重ね状に重なる。雄蕊は5個。花柱は5個。果実は球形で液果状になり、乾くと5稜が目立ち、5個の種子をもつ。

## 分布
東アジア、北アメリカ、オーストラリアの熱帯から亜寒帯に分布し、約70種知られる。日本には、4種が分布する。

## 日本の種
- ウド Aralia cordata Thunb.
- タラノキ Aralia elata (Miq.) Seem.
- ミヤマウド Aralia glabra Matsum.
- リュウキュウタラノキ Aralia ryukyuensis (J.Wen) T.Yamaz.